# Дзэнкуцу-дати
Дзэнкуцу-дати (яп. 前屈立ち; хирагана ぜんくつだち) — основная атакующая стойка с выпадом вперёд, используемая в восточных единоборствах (каратэ, тхэквондо). В тхэквондо стойка называется «ап-куби».

## Позиция

Положение стоп в дзэнкуцу-дати

Длина стойки дзэнкуцу-дати — две ширины плеч, ширина — одна ширина плеч. Стопа передней ноги смотрит вперёд. Возможное положение тела: сёмэн (направление вперёд) и ханми (вполоборота). В некоторых стилях стопа передней ноги может быть развёрнута внутрь. Стопа задней ноги развёрнута во внешнюю сторону на угол 45 градусов. 60 процентов веса тела находится на передней ноге, 40 — на задней. Иногда в литературе встречается соотношение 70/30. Колено впередистоящей ноги находится над большим пальцем. Задняя нога выпрямлена. Корпус слегка наклонён вперёд.
Стойка может быть как левосторонней — с левой ногой впереди (хидари), так и правосторонней — с правой ногой впереди (миги).
Исходное положение рук — одноимённый гэдан-барай, поэтому часто командой для выхода в дзэнкуцу-дати является команда «маэ-гэдан-барай». Для работы ногами также используется положение рук «кэри-но-ёй» и боевое положение.
В зависимости от стиля стойка может отличаться длиной, высотой и шириной.

## Выход в дзэнкуцу-дати

### ВСётокан
Правая нога отводится назад на расстояние в две ширины плеч, стойка фиксируется с одновременным выполнением блока гэдан-барай одноимённой рукой.

### ВКёкусинкай
Правая нога отводится назад на расстояние в две ширины плеч, стойка фиксируется с одновременным выполнением блока гэдан-барай одноимённой рукой и выкриком «киай».

## Перемещение в дзэнкуцу-дати

### ВСётокан
Стопа передней ноги на пятке разворачивается во внешнюю сторону, задняя нога перемещается в направлении движения на четыре ширины плеч, после чего стойка фиксируется.

### ВКёкусинкай
Стопа передней ноги на носке поворачивается внутрь, задняя нога перемещается в направлении движения на четыре ширины плеч, после чего стойка фиксируется.

### ВТхэквондо
Задняя нога подтягивается к передней, после чего совершает выход вперёд на две ширины плеч и в сторону на одну ширину плеч — для сохранения ширины стойки.
Во всех случаях высота стойки не изменяется.

## Разворот в дзэнкуцу-дати
Существует два способа разворота в дзэнкуцу-дати — длинный и короткий.
При длинном развороте передняя нога движется к задней и продолжает движение дальше в том же направлении. Когда нога достигнет требуемого положения, боец разворачивается в сторону ноги, совершавшей движение. При этом виде поворота вариант стойки (хидари или миги) не меняется.
При коротком развороте задняя нога перемещается внутрь на две ширины плеч, после чего происходит разворот. При данном варианте разворота меняется впередистоящая нога: хидари на миги и наоборот.

## Применение

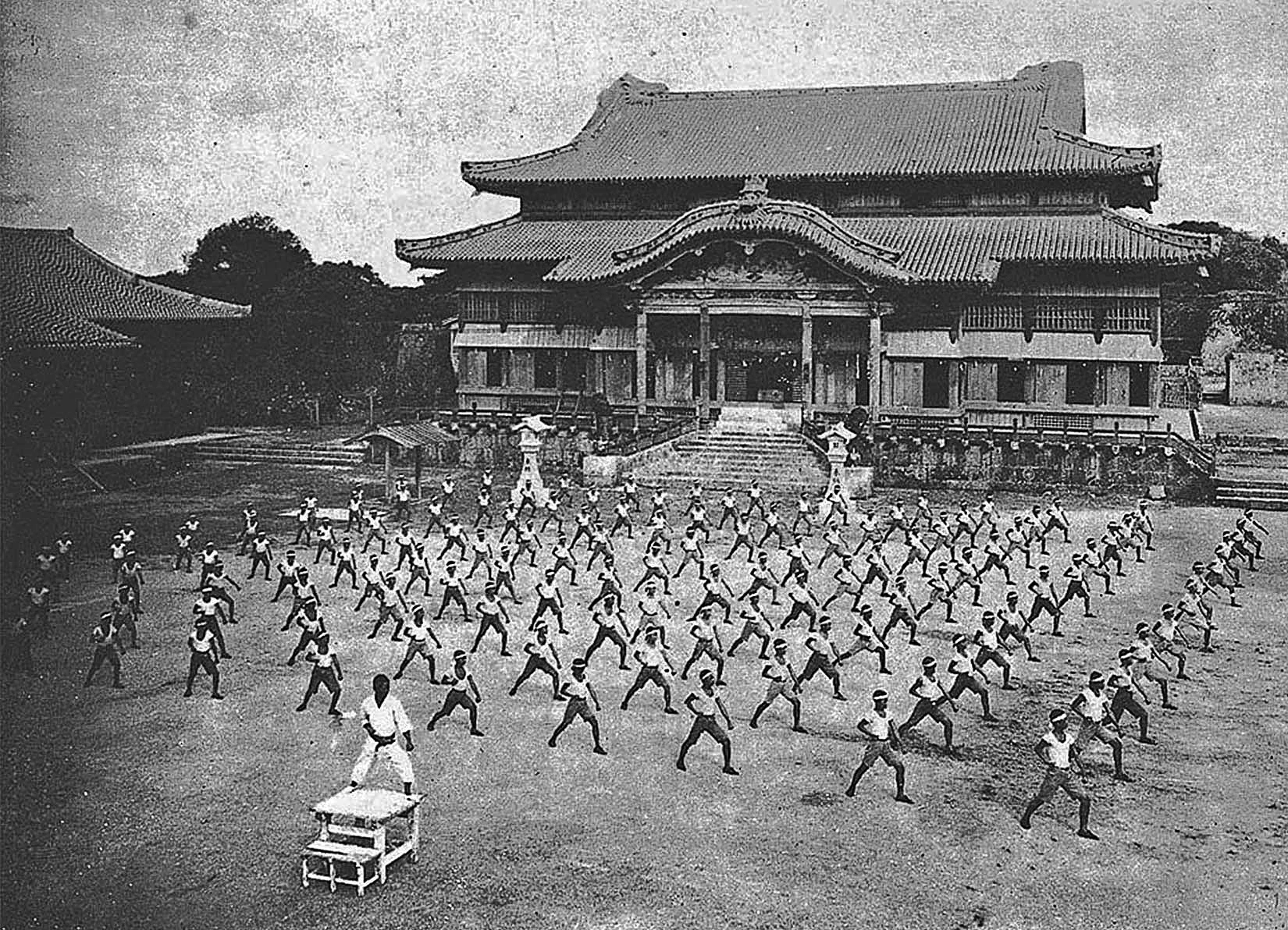
Тренировка по каратэ в Сюри. Ученики находятся в стойке дзэнкуцу-дати.

Стойка дзэнкуцу-дати является одной из самых частоиспользуемых при обучении каратэ. Обычно, это первая основная стойка, преподаваемая ученикам и знание её входит в программу экзаменов на самый младший кю. В простейших ката Тайкёку-1 и Тайкёку-2 используется перемещение исключительно в дзэнкуцу-дати.